# Donald A. Gurnett
Donald Alfred „Don“ Gurnett (* 11. April 1940 in Cedar Rapids, Iowa; † 13. Januar 2022) war ein US-amerikanischer Physiker, der sich mit Weltraum-Plasmen befasste und Hochschullehrer an der University of Iowa war.
Gurnett studierte an der University of Iowa Elektrotechnik mit Bachelor-Abschluss 1962, und dann Physik mit Master-Abschluss 1963 und Promotion 1965. Schon als Student begann seine Erforschung von Weltraumplasmen (und seine Beschäftigung mit der Entwicklung von Elektronik und Messgeräten für Raummissionen), was schließlich zu frühen Untersuchungen von Plasmawellen im Strahlungsgürtel der Erde führte (über niederfrequente Radiowellen). Er war ab 1962 NASA-Trainee an der University of Iowa und der Stanford University (1964/65). 1965 wurde er Assistant Professor, 1968 Associate Professor und 1972 Professor an der University of Iowa.
Seine Beschäftigung mit Weltraumplasmen setzte sich bei seiner Beteiligung an rund 30 NASA-Missionen fort, darunter Voyager 1 und Voyager 2 zu den äußeren Planeten, der Galileo-Mission zum Jupiter und der Cassini-Mission zum Saturn. Er befasste sich insbesondere mit der Entstehung der im Radiospektrum beobachtbaren Plasmawellen in den Plasmen des Strahlungsgürtels von Planeten mit Magnetfeldern und Welle-Teilchen-Wechselwirkungen in den Plasmen, die oft einfacher im Weltraum als im Labor zu studieren sind.
1998 wurde er Mitglied der National Academy of Sciences, 2004 der American Academy of Arts and Sciences.
2014 hielt er die Van Vleck Lecture, 2006 die Hannes-Alfvén-Medaille der EGU. Daneben erhielt er den Humboldt-Forschungspreis, mit dem er am Max-Planck-Institut für extraterrestrische Physik in Garching war (1975/76). 1989 erhielt er die John Adam Fleming Medal der American Geophysical Union und den Excellence in Plasma Physics Award der APS und 1978 die John Howard Dellinger Gold Medal der International Scientific Radio Union. 1979/80 war er Gastprofessor an der UCLA.